# Élections régionales de 2020 en Émilie-Romagne
Les élections régionales de 2020 en Émilie-Romagne (en italien : Elezioni regionali in Emilia-Romagna) ont lieu le 26 janvier 2020, afin d'élire le président et les conseillers de la XIe législature du conseil régional d'Émilie-Romagne pour un mandat de cinq ans.
Ces élections, bien que régionales, prennent une importance nationale en raison de la montée des partis de droite dans un bastion historique de la gauche, alors même que le gouvernement italien est fortement fragilisé. Une défaite du Parti démocrate au pouvoir est par conséquent jugée susceptible de déclencher une crise politique pouvant mener à des élections anticipées.
La Coalition de centre gauche se maintient finalement au pouvoir, tandis que la participation connait une hausse notable.

## Contexte
Le parti démocrate au pouvoir est affaibli depuis l'été 2019 par un scandale touchant plusieurs de ses élus, mis en cause pour leur participation avec des médecins et des travailleurs sociaux à un système de fausse accusations et de manipulations de témoignages à l'encontre de plusieurs familles afin de leur retirer leurs enfants et les confier à des familles moyennant rétribution.
La montée de la droite et de l’extrême droite dans la région et le pays en général provoque l'apparition du mouvement des sardines, qui organise de nombreuses manifestations en opposition au populisme et au souverainisme.
Les élections régionales ont par ailleurs lieu alors que le second gouvernement Conte est fragilisé au niveau national par les sondages défavorables et de multiples défections au sein des deux partis le composant. Outre la scission du Parti démocrate initiée par Matteo Renzi qui crée le parti Italia Viva, le Mouvement cinq étoiles fait face au départ de plus d'une trentaine de parlementaires, aboutissant le 22 janvier 2020 à la démission de Luigi Di Maio de la tête du parti. 
Une chute du gouvernement est ainsi jugée probable en cas de défaite du Parti démocrate aux élections régionales en Émilie-Romagne, bastion historique du parti pourtant mis au coude à coude dans les sondages par la Coalition de centre droit menée par la Ligue,.

## Système électoral

Région d'Émilie-Romagne.

L'Émilie-Romagne est une région italienne à statut simple. Le conseil et son président sont élus simultanément pour des mandats de cinq ans. Ce dernier est élu au scrutin uninominal majoritaire à un tour tandis qu'un minimum de 51 sièges de conseillers sont pourvus selon un système mixte.
Pour 40 d'entre eux, le scrutin utilisé est proportionnel plurinominal avec listes ouvertes et répartition des sièges selon la méthode du plus fort reste, avec application d'un seuil électoral de 3 %. Les électeurs ont la possibilité d'effectuer un vote préférentiel pour l'un des candidats de la liste pour laquelle ils votent, afin de faire monter sa place dans celle-ci. Le seuil électoral ne s'applique pas pour les listes liées à un candidat à la présidence ayant réuni au moins 5 % des voix. 
Les 9 sièges restants sont quant à eux pourvus au scrutin majoritaire plurinominal avec listes fermées. Chaque liste inclut son candidat à la présidence, et neuf sièges sont ainsi attribués en bloc à la liste du candidat vainqueur de la présidence et à celui-ci, donnant au scrutin une tendance majoritaire. Cependant, si la liste gagnante a déjà obtenu la majorité absolue des sièges via le système proportionnel, seuls cinq des neuf sièges du scrutin majoritaire lui revient, le reste étant attribué à la proportionnelle. En revanche, si la liste du président élu a obtenu moins de 40 % des sièges, des sièges supplémentaires lui sont attribués jusqu'à atteindre 55 % du total.
Enfin, le candidat en tête de liste arrivé à la deuxième place de l'élection pour la présidence est membre à part entière du conseil, ce qui porte le nombre minimum de ses membres à un total de 50.

### Répartition des sièges
| Provinces                 | Sièges | +/-           |  |
| Bologne                   | 13     | 2             |  |
| Ferrare                   | 3      | en stagnation |  |
| Forlì-Cesena              | 3      | 2             |  |
| Modène                    | 8      | 1             |  |
| Parme                     | 4      | en stagnation |  |
| Plaisance                 | 4      | en stagnation |  |
| Ravenne                   | 3      | 1             |  |
| Reggio d'Émilie           | 7      | en stagnation |  |
| Rimini                    | 3      | en stagnation |  |
| Candidats à la présidence | 2      | en stagnation |  |
| Total                     | 50     | en stagnation |  |

## Résultats
|                        |                        |            |            |                      |                                                |                                      |           |         |         |               |               |       |  |  |  |  |  |  |  |
| Présidence             | Présidence             | Présidence | Présidence | Présidence           | Conseil                                        | Conseil                              | Conseil   | Conseil | Conseil | Conseil       | Conseil       | Total |  |  |  |  |  |  |  |
| Candidats              | Candidats              | Votes      | %          | Élus                 | Partis                                         | Partis                               | Votes     | %       | +/-     | Sièges        | +/-           | Total |  |  |  |  |  |  |  |
|                        | Stefano Bonaccini      | 1 195 742  | 51,42      | 1                    |                                                | Parti démocrate (PD)                 | 749 976   | 34,69   | 9,84    | 22            | 7             |       |  |  |  |  |  |  |  |
|                        | Stefano Bonaccini      | 1 195 742  | 51,42      | 1                    | Bonaccini pour la présidence (IV-IiC-Az-CpE-P) | 124 591                              | 5,76      | Nv.     | 3       | 3             |               |       |  |  |  |  |  |  |  |
|                        | Stefano Bonaccini      | 1 195 742  | 51,42      | 1                    | Émilie-Romagne courageuse (Art.1-SI)           | 81 419                               | 3,77      | 0,54    | 2       | en stagnation |               |       |  |  |  |  |  |  |  |
|                        | Stefano Bonaccini      | 1 195 742  | 51,42      | 1                    | Europe verte (EV)                              | 42 156                               | 1,95      | N/A     | 1       | 1             |               |       |  |  |  |  |  |  |  |
|                        | Stefano Bonaccini      | 1 195 742  | 51,42      | 1                    | +Europa (+Eu) (avec PSI-PRI)                   | 33 087                               | 1,53      | Nv.     | —       | en stagnation |               |       |  |  |  |  |  |  |  |
|                        | Stefano Bonaccini      | 1 195 742  | 51,42      | 1                    | Volt Europa (Volt)                             | 9 253                                | 0,43      | Nv.     | —       | en stagnation |               |       |  |  |  |  |  |  |  |
| Total Centre gauche    | Total Centre gauche    | 1 195 742  | 51,42      | 1                    | 1 040 482                                      | 48,12                                | 1,57      | 28      | 3       | 29            |               |       |  |  |  |  |  |  |  |
|                        | Lucia Borgonzoni       | 1 014 672  | 43,63      | 1                    |                                                |                                      |           |         |         |               |               |       |  |  |  |  |  |  |  |
|                        | Lucia Borgonzoni       | 1 014 672  | 43,63      | 1                    | Ligue (Lega)                                   | 690 864                              | 31,95     | 12,53   | 14      | 6             |               |       |  |  |  |  |  |  |  |
|                        | Lucia Borgonzoni       | 1 014 672  | 43,63      | 1                    | Frères d'Italie (FdI)                          | 185 796                              | 8,59      | 6,67    | 3       | 2             |               |       |  |  |  |  |  |  |  |
|                        | Lucia Borgonzoni       | 1 014 672  | 43,63      | 1                    | Forza Italia (FI)                              | 55 317                               | 2,56      | 5,80    | 1       | 1             |               |       |  |  |  |  |  |  |  |
|                        | Lucia Borgonzoni       | 1 014 672  | 43,63      | 1                    | Borgonzoni pour la présidence                  | 37 462                               | 1,73      | Nv.     | —       | en stagnation |               |       |  |  |  |  |  |  |  |
|                        | Lucia Borgonzoni       | 1 014 672  | 43,63      | 1                    | Liste commune C!-PdF (avec IdeA)               | 6 341                                | 0,29      | Nv.     | —       | en stagnation |               |       |  |  |  |  |  |  |  |
|                        | Lucia Borgonzoni       | 1 014 672  | 43,63      | 1                    | Jeunes pour l'environnement                    | 6 007                                | 0,28      | Nv.     | —       | en stagnation |               |       |  |  |  |  |  |  |  |
| Total Centre droit     | Total Centre droit     | 1 014 672  | 43,63      | 1                    | 981 787                                        | 45,41                                | 15,71     | 18      | 7       | 19            |               |       |  |  |  |  |  |  |  |
|                        | Simone Benini          | 80 823     | 3,48       | —                    |                                                | Mouvement 5 étoiles (M5S)            | 102 595   | 4,74    | 8,53    | 2             | 3             | 2     |  |  |  |  |  |  |  |
|                        | Domenico Battaglia     | 10 979     | 0,47       | —                    |                                                | Mouvement 3V (M3V)                   | 11 187    | 0,52    | Nv.     | 0             | en stagnation | 0     |  |  |  |  |  |  |  |
|                        | Laura Bergamini        | 10 269     | 0,44       | —                    |                                                | Parti communiste (PC)                | 10 287    | 0,48    | Nv.     | 0             | en stagnation | 0     |  |  |  |  |  |  |  |
|                        | Marta Collot           | 7 029      | 0,30       | —                    |                                                | Pouvoir au peuple (PaP)              | 8 048     | 0,37    | Nv.     | 0             | en stagnation | 0     |  |  |  |  |  |  |  |
|                        | Stefano Lugli          | 5 983      | 0,26       | —                    |                                                | L'Autre Émilie-Romagne (PRC-PCI-PdS) | 7 830     | 0,36    | 3,36    | 0             | 1             | 0     |  |  |  |  |  |  |  |
|                        |                        |            |            |                      |                                                |                                      |           |         |         |               |               |       |  |  |  |  |  |  |  |
| Votes valides          | Votes valides          | 2 277 020  | 97,96      |                      | Votes valides                                  | Votes valides                        | 2 162 216 | 92,98   |         |               |               |       |  |  |  |  |  |  |  |
| Votes blancs et nuls   | Votes blancs et nuls   | 48 477     | 2,04       | Votes blancs et nuls | Votes blancs et nuls                           | 163 281                              | 7,02      |         |         |               |               |       |  |  |  |  |  |  |  |
| Total candidats        | Total candidats        | 2 325 497  | 100        | 2                    | Total partis                                   | Total partis                         | 2 325 497 | 100     | -       | 48            | -             | 50    |  |  |  |  |  |  |  |
| Abstentions            | Abstentions            | 1 134 205  | 32,33      |                      |                                                |                                      |           |         |         |               |               |       |  |  |  |  |  |  |  |
| Inscrits/participation | Inscrits/participation | 3 508 319  | 67,67      |                      |                                                |                                      |           |         |         |               |               |       |  |  |  |  |  |  |  |